# Lubin
 Ovo je glavno značenje pojma Lubin. Za druga značenja pogledajte Lubin (razdvojba).
Lubin (lat. Dicentrarchus labrax) pripada obitelji lubina (Moronidae). Uz hrvatsku obalu Jadrana dobio je tridesetak sličnih i različitih imena. Najrasprostranjeniji naziv je lubin, riječ latinskog porijekla koja vuče korijen iz riječi lupus, što znači vuk. Od češćih imena pojavljuju se agač, levrek, brancin, dut, luben, smudut, morski grgeč i dr.
Naraste do 1 metar duljine, i dostigne težinu od 14 kg. Po svom izgledu lubin odaje da je grabežljivac. Čvrste je građe, robustan, ali istovremeno izdužene i elegantne linije tijela. Pliva vrlo brzo. Glava mu je srednje veličine, s nerazmjerno velikim ustima. Na kojima je donja usna blago isturena. Lubin nema velike zube, ali su brojni i jako oštri. Na škržnom poklopcu ima nekoliko jakih bodlji. Tijelo lubina pokriveno je malim ljuskama, svijetle je olovnosive boje što postrance prelazi u sivosrebrnastu, a dolje u srebrnsto bijelu. Iznad škržnog poklopca na tijelu ima crnkastu mrlju. Mladi, a iznimno i odrasli, su gore i postrance crno istočkani.
Nalazimo ga uzduž čitave jadranske obale i to na svakoj vrsti dna, u mutnom, bočatom i bistrom, slanom moru. Najčešće ga pronalazimo oko ušća rijeka i uvala gdje se osjeća nazočnost slatke vode iz podmorskih izvora. Obitava u blizini obale, pretežno na malim dubinama od 2 do 5 metara, iako zna zaći i do 80 metara u dubinu. Zalazi i duboko u riječne tokove. Vrlo je grabežljiv, radoznao i proždrljiv. Hrani se svim i svačim i nije nimalo izbirljiv. Po prirodi je mesožder i najrađe jede kozice, mlade ciple, jeguljice, gavune i olige. Ali ako je nestašica uobičajene mu hrane, lubin će posegnuti i za algama. Isto tako je poznat kao vrlo lukava i oprezna riba. Živi u malim skupinama ili pojedinačno. U vrijeme mriješćenja skuplja se u plove. Mrijesti se krajem jeseni i u prvoj polovici zime.
Lovi se lakim omecem, prutom s koturom, laganim parangalom, a veći primjerci se ubijaju ostima. Za meku (mamac) se koristi crv, crvić, kozica ili račić.
Najpoznatija lovišta su izvan zapadne Istre, Novigradsko more, vode oko sjevernojadranskih otoka (Silba, Olib i Pag), Šibenski zaljev s Prokljanom, okolica Splita te ušće Neretve. Meso mu je odlična okusa i vrlo je traženo. Od njega se može dobiti dobra riblja juha. Priređuje se pečen ili kuhan u brodetu s drugim ribama.
Osim u Jadranskom moru, naselja lubina nalaze se uz čitavu obalu Mediterana do istočnih obala Atlantika i sve do obala Sjevernog i Baltičkog mora. Posebno je čest uz obale Engleske i Irske.
Danas se lubin uzgaja u ribogojilištima, a Cenmarovo ribouzgajalište u Kalima je pionir svjetskog ranga u uzgoju ove ribe. Hrvatski Cromaris u čijem je sklopu nekadašnji Cenmar, 2015. je ušao u deset najvećih svjetskih proizvođača brancina.

## Vanjske poveznice
- Ribolov brancina na Jadranskom moru (pristupljeno 6. veljače 2014.)

|  | Zajednički poslužitelj ima stranicu o temi Lubin |
|  | Wikivrste imaju podatke o taksonu Lubin          |